# Owłoczym
Owłoczym (ukr. Овлочин) – wieś na Ukrainie, w obwodzie wołyńskim, w rejonie kowelskim. W 2001 roku liczyła 568 mieszkańców.
Do 2020 w rejonie turzyskim.